# Gama de color

Diagrama cromático del espacio de color correspondiente al estándar CIE 1931. El borde externo de la curva es el espectro, en el que se muestran las longitudes de onda en nanómetros. Nótese que la representación del color depende del espacio de color del dispositivo de salida sobre el que se visualiza la imagen y ningún dispositivo tiene una gama lo suficientemente amplia para representar, con precisión, la cromaticidad de cada posición.

Colores básicos del modelo CMYK.

En la teoría del color, la gama de color de un dispositivo, o proceso, usado para la creación de un color, es la proporción del espacio de color que se puede representar con ese dispositivo o proceso, ya que existen limitaciones físicas que hacen imposible que cualquier dispositivo reproduzca toda la información de color visible por el ser humano. También se podría definir como el lugar geométrico de los puntos del plano matiz-saturación que se pueden representar mediante un dispositivo o técnica.
Generalmente, la gama de color se especifica en el plano de la gráfica matiz-saturación-luminosidad. Muchos sistemas pueden producir colores con una amplia gama de intensidades dentro de su gama de color. Además, para los sistemas de colores sustractivos, tales como los sistemas usados en la impresión, el rango disponible de intensidad, en la mayoría de las ocasiones no tiene sentido fuera del contexto de su iluminación, puesto que el color visible en toda representación sustractiva es siempre dependiente de la fuente de luz que está iluminando al objeto.
El término gama proviene del campo de la música. En el contexto musical viene a significar el conjunto de tonos que se usan para componer una melodía musical. En la jerga de la informática, es común encontrar la palabra gamut, la cual es un préstamo del inglés, que tiene el mismo significado y sentido que la palabra en español; por lo tanto, se hace preferible utilizar la palabra ya existente en la lengua antes que utilizar un anglicismo innecesario.
Cuando ciertos colores no se pueden mostrar dentro de un modelo particular de color, se dice de ellos que están fuera de gama. Por ejemplo, el rojo puro que pertenece al modelo de color RGB (acrónimo inglés de Red, Green, Blue, es decir Rojo, Verde, Azul) está fuera de gama en el modelo de color CMYK (Cyan, Magenta, Yellow and Key —Cian, Magenta, Amarillo, y negro—); de la misma manera, es imposible obtener el amarillo de la gama CMYK dentro del esquema de color RGB, en ambos casos por razones técnicas.
En el campo de la ingeniería de reproducción del color, un dispositivo que por sí solo es capaz de reproducir, completamente, el espacio de color visible es algo similar al santo grial, ya sea en una pantalla o en un impresora. Las modernas técnicas permiten hacer muy buenas aproximaciones a la gama del espectro visible, pero la complejidad de estos sistemas no les hace dispositivos prácticos. Que se diga de un dispositivo que es bastante bueno, viene a decir que la limitada percepción humana no es capaz de distinguir las limitaciones o carencias de este, a la hora de la reproducción del color.
El modelo de color más conveniente para el proceso digital de imagen es el modelo RGB, y es el ideal cuando el producto se va a representar en web o en pantalla solamente. Para obtener una imagen impresa lo más fiel posible, es necesario transformar la imagen del espacio de color original RGB al espacio de color CMYK, puesto que la conversión entre gamas, dependiendo de los dispositivos a utilizar, no es lineal ni reversible. Durante este proceso, los colores RGB que están fuera de gama se deben convertir, de alguna manera, en valores aproximados que estén dentro de la gama CMYK.
Existen múltiples algoritmos de transformación para la conversión, pero ninguno de ellos es completamente perfecto, ya que esos colores están, simplemente, fuera de los objetivos de las capacidades del dispositivo de impresión. Lógicamente, la capacidad del algoritmo para efectuar la transformación es una variable crítica para la calidad del producto final.
SINÓNIMOS: gradación, progresión, escala, matiz, tonalidad, serie, variedad,cercano, viso, graduación, abanico, repertorio. 